# Каменецкий, Николай
Никола́й Камене́цкий (пол. Mikołaj Kamieniecki; 1460, замок Камьянец — 15 апреля 1515, Краков) — государственный деятель Королевства Польского из рода Каменецких. Гетман великий коронный в 1503—1515 годах, староста санокский, с 1507 года воевода краковский.

## Биография
Был старшим сыном каштеляна санокского Генриха Андеаса Каменецкого и Катерины Пьеняжковны. Его младшими братьями были Мартин и Ян Каменецкие.
Женился 15 марта 1510 года на Анне Тарновской из Мельштына герба Лелива (1463 — 10 апреля 1521).

## Карьера при дворе
В 1484—1515 годах пребывал при дворе польских королей Казимира IV Ягеллона, Яна I Ольбрахта и Сигизмунда I Старого. Был каштеляном сандомирским, санокским (1493—1514), гетманом малопольским, первым в истории гетманом великим коронным. В 1505 году стал воеводой сандомирским, a в 1507 году — воеводой краковским.

## Участие в битвах
С 1494 года принимал участие в битвах с татарами. В 1509 году опустошил Молдавское княжество, безуспешно осаждал Яссы и 4 октября одержал победу над молдавским войском в битве под Хотином. 28 апреля 1512 года вместе с Константином Острожскским разгромил 20-тысячное татарское войско в битве под Лопушным (Вишневцем). Имея 5 тысяч кавалерии, войска Каменецкого перебили 5 000 татар, захватили 10 тысяч коней, освободили 16 000 захваченных татарами в ясырь пленников.
Умер 15 апреля 1515 года в Кракове. Был похоронен в Вавельском соборе.